# Or Akiwa

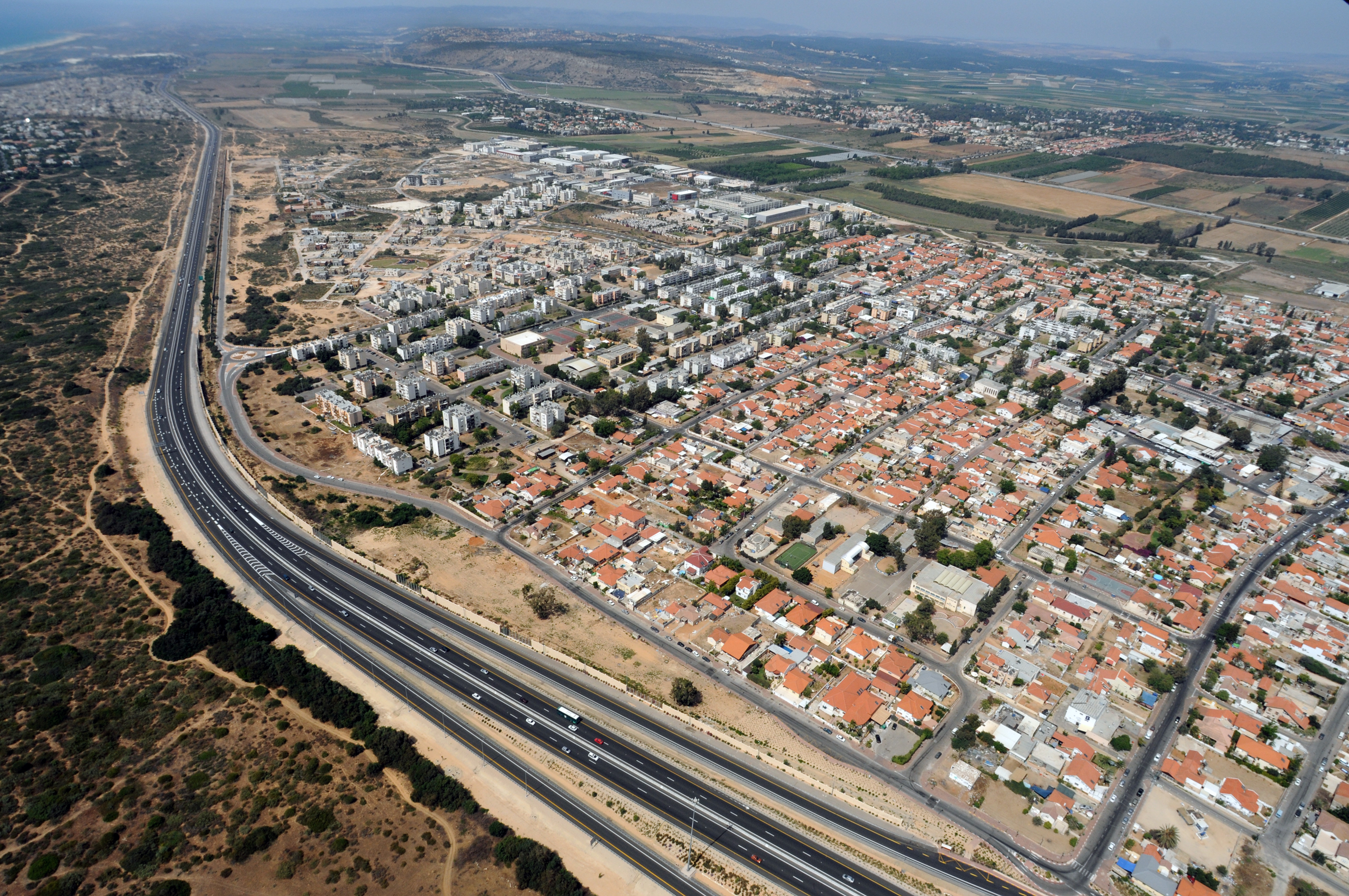
Blick auf Or Akiwa

Or Akiwa (hebräisch אוֹר עֲקִיבָא) ist eine Stadt in Israel. 2008 lag die Einwohnerzahl bei etwa 16.000, 2019 hatte der Ort 18.972 Einwohner. Die Gemeinde ist nach Rabbi Akiba benannt.

## Geografie
Die Stadt liegt im Landesinneren in der Nähe der antiken Hafenstadt Caesarea und des Mittelmeers sowie nördlich der Stadt Hadera. Sie liegt 48 km südlich von Haifa und 39 km nördlich von Tel Aviv.

## Demografie
Im Jahr 2019 lebten 18.972 Einwohner in der Stadt. Davon waren lediglich 90 Araber und über 91 Prozent waren Juden. Knapp 25 Prozent der Bevölkerung waren Kinder unter 15 Jahren.

## Persönlichkeiten
- Lior Refaelov (* 1986), Fußballspieler